# Leopold Willem van Oostenrijk
Leopold Willem van Oostenrijk (Wiener Neustadt, 5 januari 1614 - Wenen, 20 november 1662), aartshertog uit het huis Habsburg, was een Oostenrijkse prins-bisschop, militaire aanvoerder, landvoogd van de Zuidelijke Nederlanden van 1647 tot 1656 en mecenas.

## Biografie
Als jongste zoon van Ferdinand II, keizer van het Heilig Roomse Rijk, en Maria Anna van Beieren werd Leopold Willem in 1614 in Wiener Neustadt geboren.
Zijn oudere broer werd later keizer Ferdinand III en diens zoon keizer Leopold I. Terwijl zijn broer titulair hoofd werd van het keizerlijk leger, was Leopold Willem zowel in de Dertigjarige Oorlog als Frans-Spaanse Oorlog een effectieve generaal. In deze laatste verloren de troepen uit de Spaanse Nederlanden onder aanvoering van Leopold Willem in 1648 de Slag bij Lens in een poging de stad te hernemen. Later in diezelfde oorlog, februari – maart 1652, nam hij succesvol een aantal Noord-Franse burchten in waardoor de Fransen verplicht werden troepen terug te trekken uit Catalonië om zodoende hun noordgrenzen te versterken. Dit zorgde ervoor dat de Spaanse troepen Catalonië konden heroveren op de Catalaanse rebellen.
Hoewel Leopold Willem niet over enige canonieke kwalificaties beschikte, mocht hij, door de invloed van zijn vader, de investituur van een aantal bisdommen en prinsbisdommen ontvangen om zichzelf van een inkomen te voorzien. Ongekwalificeerd als hij was voor deze posten, hield hij in feite enkel de titel van apostolisch administrator. Zo was hij prins-bisschop van Straatsburg (1626-1662) en Passau (1626-1662), bisschop van Halberstadt (1628-1648), en aartsbisschop van Maagdenburg (1631-1638), Olomouc (1637-1662) en Breslau (1656-1662). In 1635 investeerde paus Urbanus VIII Leopold Willem ook nog als prins-aartsbisschop van Bremen. Door de Zweedse bezetting van Bremen slaagde Leopold Willem er echter nooit in de facto macht te krijgen.
Nadat hij in 1656 teruggekeerd was uit de Zuidelijke Nederlanden (infra) en zijn oudere broer, keizer Ferdinand III, overleden was, schoven verschillende kiesmannen hem naar voren als opvolger. Doch hij stelde enige bevestiging van zijn kandidatuur zodanig uit dat zijn neef de benodigde achttien lentes om de keizerlijke troon te bestijgen kon bereiken om uiteindelijk als keizer Leopold I op 22 juli 1658 aan te treden. In zijn laatste jaren hield Leopold Willem zich enkel nog bezig met administratie en zijn liefde voor kunst.

## Landvoogd
Nadat de Vrede van Munster in 1648 werd ondertekend, zette zich de laatste fase van het Spaanse regime in de Lage Landen in. In het geschil tussen de Spaanse koningen en hun Hollandse rebellen waren de Weense neven neutraal gebleven, de dringende aanmaningen van Filips IV ten spijt. Dit zorgde voor een aantal spanningen toen Castel Rodrigo in Brussel vervangen diende te worden als gouverneur-generaal, maar er geen prinsen van den bloede meer in Madrid voorhanden waren.
Hoewel de Spaanse ministers Leopold steeds voor verdacht hielden en dit nooit verzwegen, werd de Weense Leopold-Willem in Brussel geïnstalleerd. Toen Gaspar de Bracamonte, graaf van Peñaranda en lid van de Spaanse Raad van State, in 1649 geruime tijd in Brussel verbleef, stuurde hij de koning bij gelegenheid een reeks verslagen, waarin het bewind van de aartshertog heftig werd gehekeld.
De landvoogd werd door Bracamonte voorgesteld als een autocraat, die alles met een kliek van gunstelingen regelde. Drie daarvan worden bij name genoemd: de graaf van Schwarzenberg – een Duitser die Leopold met zich heeft meegebracht en die hij tot zijn opperhofmeester benoemd heeft –, de markies van Lede – een Vlaming en hoog officier in het leger – en Jean-Jacques Arrazola de Oñate – een Spanjaard en privésecretaris van Leopold. Volgens Bracamonte moet men steeds langs een van hen ten einde wat ook te verkrijgen.
Op 19 maart 1653 geeft de Spaanse koning formeel het bevel om deze kliek te ontslaan: de koning verklaart dat hij niet meer elke dag de klachten van zijn ontmoedigde vrienden wil aanhoren en stelt de aartshertog zelfs voor de keuze desnoods zelf op te stappen. Leopold protesteerde tegen de beledigingen zijn hof aangedaan en vroeg vervolgens Wenen om raad. Na enige tijd gaf hij toe, maar ontsloeg uiteindelijk enkel de Duitse edelman.
De aartshertog liet vervolgens duidelijk in zijn verslagen blijken dat zijn ambt hem tegenstond en dat hij slechts op een gunstige gelegenheid wachtte naar Duitsland terug te keren. In 1655 zond hij een bijzondere bode naar het Spaanse Hof om verslagen voor te leggen, maar zijn opdracht was daartoe niet beperkt. Een bijkomende boodschap van Leopold aan de Spaanse koning betrof een waar ultimatum: indien de aartshertog tegen de lente geen voldoening kreeg op zijn rekesten, zou hij de zorg de Nederlanden te besturen aan anderen overlaten. De regering van Madrid beschouwde dit als zijn onherroepelijk ontslag en wees een opvolger in zijn plaats aan. In mei 1656 verliet de aartshertog de Nederlandse gewesten en keerde er nooit meer terug.
Terug in Wenen hield hij zich initieel bezig met de administratie van zijn verschillende bisdommen, de Duitse Orde waarvan hij Grootmeester was, en de familiezaken van het Keizerlijke Huis.

## Mecenas

Aartshertog Leopold Willem bij de Vrede van Westfalen, gravure naar een schilderij van Anselmus van Hulle

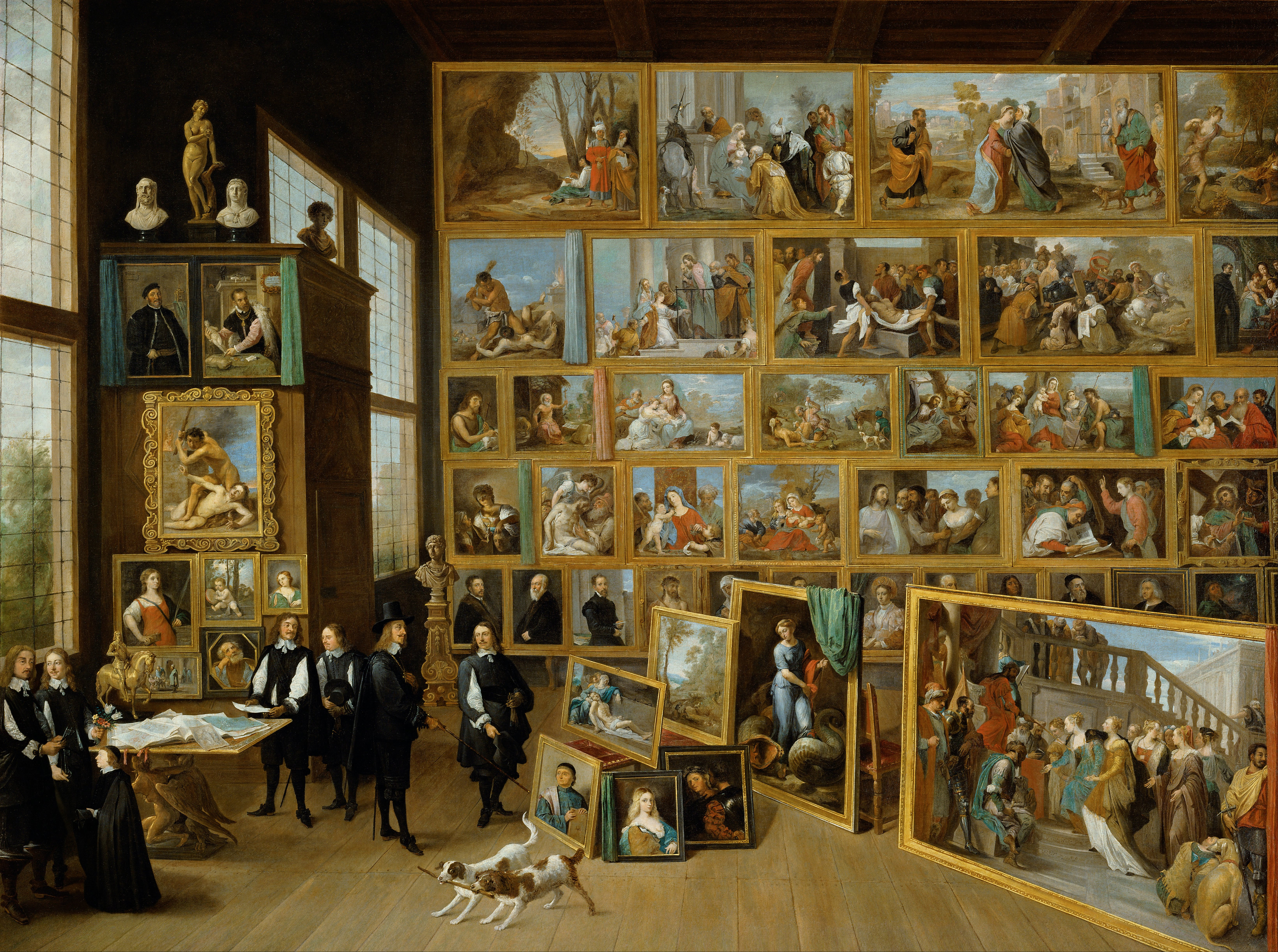
Aartshertog Leopold Willem in zijn galerij te Brussel, door David Teniers II, ca. 1650

Aartshertog Leopold Willem stond bekend als een enorme kunstverzamelaar, vooral schilderkunst. Daarbij liet hij zich sterk leiden door het advies van kunstenaars zelf.
Toen hij het bestuur van de Spaanse Nederlanden op zich nam als landvoogd, liet hij zich omringen door verschillende schilders uit het Antwerpse Sint-Lucasgilde, zoals David Teniers de Jonge. Teniers werd niet enkel door Leopold Willem tewerkgesteld als schilder, maar ook als houder van de collectie in opbouw. Kort na 1647 nam Teniers zelfs verblijf in het Paleis op de Koudenberg, de verblijfplaats van de landvoogd, onder de titel "Ayuda de Camara", ofwel kamerbediende.
Immense bedragen werden uitgegeven aan het verkrijgen van schilderijen voor de aartshertog. Zijn uitgebreide en bijzonder waardevolle verzameling moest een afspiegeling zijn van het universele karakter van de macht van de Habsburger en bevatte onder meer schilderijen van Frans Snyders, Peter Snayers, Daniel Seghers, Peter Franchoys, Jan Brueghel de Jonge, Frans Wouters, Jan van den Hoecke en Jan van de Venne. Een aantal waardevolle schilderijen van Italiaanse meesters kwam oorspronkelijk uit de collecties van onder anderen keizer Karel V, Karel I en de hertog van Buckingham.
De collectie zelf werd ook vaak geschilderd in originele doeken van onder anderen David Teniers de Jonge. Zo creëerde hij het bekende doek Aartshertog Leopold Willem in zijn galerij te Brussel, al is het niet zeker of die werken waarheidsgetrouw zijn weergegeven. Daarnaast werden de meesterwerken vaak in olieverf nageschilderd op kleinere panelen waarop graveurs zich dan konden baseren om een getrouwe kopie te maken voor de rijkelijk geïllustreerde catalogus.
Leopold Willem, die een zeer devoot man was, ging vaak bidden in het bedevaartsoord van Jezus-Eik en zorgde er voor de bouw van een volwaardige kerk vanaf 1650.
Toen de aartshertog terugkeerde naar Wenen, werd ook zijn collectie overgebracht naar het aartshertogdom Oostenrijk. Jan Anton van der Baren, een Vlaamse priester en schilder, werd aangesteld als conservator van de aartshertogelijke galerij. Leopold Willem droeg deze galerij op aan zijn neef Leopold I. Een groot deel van de collectie kunstwerken zou later een deel van de basisverzameling van het Kunsthistorisch Museum van Wenen gaan vormen.

## Kwartierstaat (voorouders)
| Keizer Ferdinand I (1503-1564)       | Keizer Ferdinand I (1503-1564)       | Keizer Ferdinand I (1503-1564)       | Keizer Ferdinand I (1503-1564)       | Keizer Ferdinand I (1503-1564)       | Keizer Ferdinand I (1503-1564)       |                                     |                                     | Anna van Bohemen en Hongarije (1503-1547) | Anna van Bohemen en Hongarije (1503-1547) | Anna van Bohemen en Hongarije (1503-1547) | Anna van Bohemen en Hongarije (1503-1547) | Anna van Bohemen en Hongarije (1503-1547) | Anna van Bohemen en Hongarije (1503-1547) |                                 |                                 | Albrecht V van Beieren (1528-1579)     | Albrecht V van Beieren (1528-1579)     | Albrecht V van Beieren (1528-1579)     | Albrecht V van Beieren (1528-1579)     | Albrecht V van Beieren (1528-1579)     | Albrecht V van Beieren (1528-1579)     |  |  | Anna van Oostenrijk (1528-1590)  | Anna van Oostenrijk (1528-1590)  | Anna van Oostenrijk (1528-1590)  | Anna van Oostenrijk (1528-1590)  | Anna van Oostenrijk (1528-1590)  | Anna van Oostenrijk (1528-1590)  |                                    |                                    | Frans I van Lotharingen (1517-1545)   | Frans I van Lotharingen (1517-1545)   | Frans I van Lotharingen (1517-1545)   | Frans I van Lotharingen (1517-1545)   | Frans I van Lotharingen (1517-1545)   | Frans I van Lotharingen (1517-1545)   |                                    |                                    | Christina van Denemarken (1521-1590)      | Christina van Denemarken (1521-1590)      | Christina van Denemarken (1521-1590)      | Christina van Denemarken (1521-1590)      | Christina van Denemarken (1521-1590)      | Christina van Denemarken (1521-1590)      |  |  |                                           |                                           |                                           |                                           |                                           |                                           |
| Keizer Ferdinand I (1503-1564)       | Keizer Ferdinand I (1503-1564)       | Keizer Ferdinand I (1503-1564)       | Keizer Ferdinand I (1503-1564)       | Keizer Ferdinand I (1503-1564)       | Keizer Ferdinand I (1503-1564)       |                                     |                                     | Anna van Bohemen en Hongarije (1503-1547) | Anna van Bohemen en Hongarije (1503-1547) | Anna van Bohemen en Hongarije (1503-1547) | Anna van Bohemen en Hongarije (1503-1547) | Anna van Bohemen en Hongarije (1503-1547) | Anna van Bohemen en Hongarije (1503-1547) |                                 |                                 | Albrecht V van Beieren (1528-1579)     | Albrecht V van Beieren (1528-1579)     | Albrecht V van Beieren (1528-1579)     | Albrecht V van Beieren (1528-1579)     | Albrecht V van Beieren (1528-1579)     | Albrecht V van Beieren (1528-1579)     |  |  | Anna van Oostenrijk (1528-1590)  | Anna van Oostenrijk (1528-1590)  | Anna van Oostenrijk (1528-1590)  | Anna van Oostenrijk (1528-1590)  | Anna van Oostenrijk (1528-1590)  | Anna van Oostenrijk (1528-1590)  |                                    |                                    | Frans I van Lotharingen (1517-1545)   | Frans I van Lotharingen (1517-1545)   | Frans I van Lotharingen (1517-1545)   | Frans I van Lotharingen (1517-1545)   | Frans I van Lotharingen (1517-1545)   | Frans I van Lotharingen (1517-1545)   |                                    |                                    | Christina van Denemarken (1521-1590)      | Christina van Denemarken (1521-1590)      | Christina van Denemarken (1521-1590)      | Christina van Denemarken (1521-1590)      | Christina van Denemarken (1521-1590)      | Christina van Denemarken (1521-1590)      |  |  |                                           |                                           |                                           |                                           |                                           |                                           |
|                                      |                                      |                                      |                                      |                                      |                                      |                                     |                                     |                                           |                                           |                                           |                                           |                                           |                                           |                                 |                                 |                                        |                                        |                                        |                                        |                                        |                                        |  |  |                                  |                                  |                                  |                                  |                                  |                                  |                                    |                                    |                                       |                                       |                                       |                                       |                                       |                                       |                                    |                                    |                                           |                                           |                                           |                                           |                                           |                                           |  |  |                                           |                                           |                                           |                                           |                                           |                                           |
|                                      |                                      |                                      |                                      |                                      |                                      |                                     |                                     |                                           |                                           |                                           |                                           |                                           |                                           |                                 |                                 |                                        |                                        |                                        |                                        |                                        |                                        |  |  |                                  |                                  |                                  |                                  |                                  |                                  |                                    |                                    |                                       |                                       |                                       |                                       |                                       |                                       |                                    |                                    |                                           |                                           |                                           |                                           |                                           |                                           |  |  |                                           |                                           |                                           |                                           |                                           |                                           |
|                                      |                                      |                                      |                                      | Karel II van Oostenrijk (1540-1590)  | Karel II van Oostenrijk (1540-1590)  | Karel II van Oostenrijk (1540-1590) | Karel II van Oostenrijk (1540-1590) | Karel II van Oostenrijk (1540-1590)       | Karel II van Oostenrijk (1540-1590)       |                                           |                                           |                                           |                                           |                                 |                                 | Maria Anna van Beieren (1551-1608)     | Maria Anna van Beieren (1551-1608)     | Maria Anna van Beieren (1551-1608)     | Maria Anna van Beieren (1551-1608)     | Maria Anna van Beieren (1551-1608)     | Maria Anna van Beieren (1551-1608)     |  |  | Willem V van Beieren (1548-1626) | Willem V van Beieren (1548-1626) | Willem V van Beieren (1548-1626) | Willem V van Beieren (1548-1626) | Willem V van Beieren (1548-1626) | Willem V van Beieren (1548-1626) |                                    |                                    |                                       |                                       |                                       |                                       | Renata van Lotharingen (1544-1602)    | Renata van Lotharingen (1544-1602)    | Renata van Lotharingen (1544-1602) | Renata van Lotharingen (1544-1602) | Renata van Lotharingen (1544-1602)        | Renata van Lotharingen (1544-1602)        |                                           |                                           |                                           |                                           |  |  |                                           |                                           |                                           |                                           |                                           |                                           |
|                                      |                                      |                                      |                                      | Karel II van Oostenrijk (1540-1590)  | Karel II van Oostenrijk (1540-1590)  | Karel II van Oostenrijk (1540-1590) | Karel II van Oostenrijk (1540-1590) | Karel II van Oostenrijk (1540-1590)       | Karel II van Oostenrijk (1540-1590)       |                                           |                                           |                                           |                                           |                                 |                                 | Maria Anna van Beieren (1551-1608)     | Maria Anna van Beieren (1551-1608)     | Maria Anna van Beieren (1551-1608)     | Maria Anna van Beieren (1551-1608)     | Maria Anna van Beieren (1551-1608)     | Maria Anna van Beieren (1551-1608)     |  |  | Willem V van Beieren (1548-1626) | Willem V van Beieren (1548-1626) | Willem V van Beieren (1548-1626) | Willem V van Beieren (1548-1626) | Willem V van Beieren (1548-1626) | Willem V van Beieren (1548-1626) |                                    |                                    |                                       |                                       |                                       |                                       | Renata van Lotharingen (1544-1602)    | Renata van Lotharingen (1544-1602)    | Renata van Lotharingen (1544-1602) | Renata van Lotharingen (1544-1602) | Renata van Lotharingen (1544-1602)        | Renata van Lotharingen (1544-1602)        |                                           |                                           |                                           |                                           |  |  |                                           |                                           |                                           |                                           |                                           |                                           |
|                                      |                                      |                                      |                                      |                                      |                                      |                                     |                                     |                                           |                                           | Keizer Ferdinand II (1578-1637)           | Keizer Ferdinand II (1578-1637)           | Keizer Ferdinand II (1578-1637)           | Keizer Ferdinand II (1578-1637)           | Keizer Ferdinand II (1578-1637) | Keizer Ferdinand II (1578-1637) |                                        |                                        |                                        |                                        |                                        |                                        |  |  |                                  |                                  |                                  |                                  |                                  |                                  | Maria Anna van Beieren (1574-1616) | Maria Anna van Beieren (1574-1616) | Maria Anna van Beieren (1574-1616)    | Maria Anna van Beieren (1574-1616)    | Maria Anna van Beieren (1574-1616)    | Maria Anna van Beieren (1574-1616)    |                                       |                                       |                                    |                                    |                                           |                                           |                                           |                                           |                                           |                                           |  |  |                                           |                                           |                                           |                                           |                                           |                                           |
|                                      |                                      |                                      |                                      |                                      |                                      |                                     |                                     |                                           |                                           | Keizer Ferdinand II (1578-1637)           | Keizer Ferdinand II (1578-1637)           | Keizer Ferdinand II (1578-1637)           | Keizer Ferdinand II (1578-1637)           | Keizer Ferdinand II (1578-1637) | Keizer Ferdinand II (1578-1637) |                                        |                                        |                                        |                                        |                                        |                                        |  |  |                                  |                                  |                                  |                                  |                                  |                                  | Maria Anna van Beieren (1574-1616) | Maria Anna van Beieren (1574-1616) | Maria Anna van Beieren (1574-1616)    | Maria Anna van Beieren (1574-1616)    | Maria Anna van Beieren (1574-1616)    | Maria Anna van Beieren (1574-1616)    |                                       |                                       |                                    |                                    |                                           |                                           |                                           |                                           |                                           |                                           |  |  |                                           |                                           |                                           |                                           |                                           |                                           |
|                                      |                                      |                                      |                                      |                                      |                                      |                                     |                                     |                                           |                                           |                                           |                                           |                                           |                                           |                                 |                                 |                                        |                                        |                                        |                                        |                                        |                                        |  |  |                                  |                                  |                                  |                                  |                                  |                                  |                                    |                                    |                                       |                                       |                                       |                                       |                                       |                                       |                                    |                                    |                                           |                                           |                                           |                                           |                                           |                                           |  |  |                                           |                                           |                                           |                                           |                                           |                                           |
|                                      |                                      |                                      |                                      |                                      |                                      |                                     |                                     |                                           |                                           |                                           |                                           |                                           |                                           |                                 |                                 |                                        |                                        |                                        |                                        |                                        |                                        |  |  |                                  |                                  |                                  |                                  |                                  |                                  |                                    |                                    |                                       |                                       |                                       |                                       |                                       |                                       |                                    |                                    |                                           |                                           |                                           |                                           |                                           |                                           |  |  |                                           |                                           |                                           |                                           |                                           |                                           |
| Christine van Oostenrijk (1601-1601) | Christine van Oostenrijk (1601-1601) | Christine van Oostenrijk (1601-1601) | Christine van Oostenrijk (1601-1601) | Christine van Oostenrijk (1601-1601) | Christine van Oostenrijk (1601-1601) |                                     |                                     | Karel van Oostenrijk (1603-1603)          | Karel van Oostenrijk (1603-1603)          | Karel van Oostenrijk (1603-1603)          | Karel van Oostenrijk (1603-1603)          | Karel van Oostenrijk (1603-1603)          | Karel van Oostenrijk (1603-1603)          |                                 |                                 | Johan Karel van Oostenrijk (1605-1619) | Johan Karel van Oostenrijk (1605-1619) | Johan Karel van Oostenrijk (1605-1619) | Johan Karel van Oostenrijk (1605-1619) | Johan Karel van Oostenrijk (1605-1619) | Johan Karel van Oostenrijk (1605-1619) |  |  | Keizer Ferdinand III (1608-1657) | Keizer Ferdinand III (1608-1657) | Keizer Ferdinand III (1608-1657) | Keizer Ferdinand III (1608-1657) | Keizer Ferdinand III (1608-1657) | Keizer Ferdinand III (1608-1657) |                                    |                                    | Maria Anna van Oostenrijk (1610-1665) | Maria Anna van Oostenrijk (1610-1665) | Maria Anna van Oostenrijk (1610-1665) | Maria Anna van Oostenrijk (1610-1665) | Maria Anna van Oostenrijk (1610-1665) | Maria Anna van Oostenrijk (1610-1665) |                                    |                                    | Cecilia Renata van Oostenrijk (1611-1644) | Cecilia Renata van Oostenrijk (1611-1644) | Cecilia Renata van Oostenrijk (1611-1644) | Cecilia Renata van Oostenrijk (1611-1644) | Cecilia Renata van Oostenrijk (1611-1644) | Cecilia Renata van Oostenrijk (1611-1644) |  |  | Leopold Willem van Oostenrijk (1614-1662) | Leopold Willem van Oostenrijk (1614-1662) | Leopold Willem van Oostenrijk (1614-1662) | Leopold Willem van Oostenrijk (1614-1662) | Leopold Willem van Oostenrijk (1614-1662) | Leopold Willem van Oostenrijk (1614-1662) |